# Eulogius Schneider
Eulogius Schneider (Tên rửa tội: Johann Georg) sinh vào 20/10/1756, mất 1/4/1794, là một tu sĩ dòng Phanxicô, giáo sư tại Bonn và Dominican ở Strasbourg.

## Cuộc đời
Johann Georg Schneider sinh ra là con trai của một nông dân trồng nho rượu và vợ ông ta, tại Wipfeld am Main, một nơi mà thuộc về tòa giám mục Prince-Bishopric của Würzburg (Hochstift, một khu vực được cai trị bởi một hoàng tử giám mục trong Thánh chế La Mã). Ông có mười anh chị em.

## Ở Würzburg
Cha mẹ của ông dành một sự nghiệp tôn giáo cho con trai út của họ. Trẻ em Schneider bắt đầu học tiếng Latin ở gần Tu viện Heidenfeld với thầy tu Valentin Fahrmann. Fahrmann mua lại một nơi cho đứa học trò 12 tuổi của mình tại các chủng viện thanh thiếu niên Würzburg. Ở các chủng viện, Schneider gia nhập trường Thể thao, một trường trung học do các tu sĩ Dòng Tên (bản gốc: Jesuits), trong 5 năm tiếp theo.
Cuộc xung đột giữa Schneider và giáo iên của ông xảy ra sau khi họ phát hiện ra những nỗ lực đầu tiên của Schneider với văn bản và tài liệu đọc của ông, trong đó có tiểu thuyết và thơ của Friedrich Gottlieb Klopstock và Christian Fürchtegott Gellert.
Sau khi tốt nghiệp trường Thể thao, Schneider - bấy giờ đã 17 tuổi - đã quyết định không theo lối đào tạo như một nhà thần học lúc đầu. Thay vào đó, ông theo học tại Julius-Maximilians-Universität ở Würzburg các môn triết học và luật học. Kết quả là, Schneider đã "sớm bị trục xuất" từ các chủng viện. Quyết định của Schneider chống lại một sự nghiệp tôn giáo vào thời điểm này cũng là một quyết định cho một cuộc sống, mà làm cho nó khả thi cho anh ta để theo đuổi khuynh hướng văn chương của mình. Tuy nhiên, những khuynh hướng không phải là yếu tố quyết định cho việc chấm dứt nghiên cứu của mình, mà là một thực tế rằng một mối tình của mình trở nên nổi tiếng. Ông đã phải trả một khoản tiền là 2 đồng Reichstaler vì "quan hệ tình dục trước hôn nhân". Còn tồi tệ hơn thế, Schneider đánh mất cuộc sống của mình - một gia sư. Các giáo viên tôn giáo Würzburg từ chối không cho học sinh của mình được hướng dẫn bởi Schneider sau khi "tội lỗi" của ông trở nên "nổi tiếng". Ông ta không có sự lựa chọn nào khác ngoài việc trở về nhà của cha mẹ mình ở Wipfeld.

## Cha Eulogius
Dưới sự thúc giục của cha mẹ mình, Schneider cuối cùng đã quyết định bắt đầu đào tạo trong nền thần học. Ở tuổi 21, ông đã nhập dòng Phanxicô (bản gốc: Franciscan) ở Bamberg vào tháng 4/1777. Ở đó, ông đã lấy tên Eulogius (từ tiếng Hy Lạp: eu = tốt, logo = chữ). Việc tham gia vào một khóa học ba năm nghiên cứu gồm lịch sử triết học, siêu hình học, logic, đạo đức, lịch sử của Giáo hội, vật lý đầu cơ và thử nghiệm là một phần của việc đào tạo như một tu sĩ Phanxicô. Rhetoric được cho là có những niềm vui nhất cho Cha Eulogius Trẻ (bản gốc: young Father Eulogius) và bài giảng của mình sớm có được một phổ biến nhất định.
Sau thời gian ở Bamberg, Schneider tới Salzburg để hoàn tất việc học của mình. Các thư viện Salzburg đã giúp anh ta tiếp cận dễ dàng hơn với các tác phẩm văn học và triết học hiện đại, chẳng hạn như các tác phẩm của các nhà triết học Khai sáng.
Sau khi nhận bằng tốt nghiệp của mình, Eulogius Schneider đã được thụ phong linh mục tại Salzburg.
Sau khi trở thành giảng viên tại Augsburg, ông trở thành cha tuyên úy tại tòa án của Württemberg của Karl Eugen, Công tước của Württemberg, vào năm 1786, có lẽ chủ yếu vì danh tiếng của mình như là một nhà hùng biện tài năng. Bởi vì Schneider ủng hộ ý tưởng của sự giác ngộ, đã có ngay mối bất hòa với chúa, người đe dọa sẽ gửi các linh mục tuyên úy của tòa án về tu viện. Tuy nhiên vào năm 1789, đồng hương của mình, Thaddäus Trageser đã thấy ông thích hợp bới vị trí giáo sư môn Văn và Mĩ thuật tại một trường đại học ở Bonn. Tài năng của Schneider như một diễn giả (bản gốc: speaker) sớm làm cho bài giảng của ông rất phổ biến. Sinh viên nổi bật nhất của Schneider tại Bonn là Ludwig van Beethoven. Ông cũng dạy cho Friedrich Georg Pape.

## Người ủng hộ cuộc cách mạng Pháp
Trong năm đầu làm giáo sư tại Bonn, Eulogius Schneider để gác lại trật tự tôn giáo, kể từ khi ông chủ của mình không muốn có một nhà sư là giáo sư, và ông trở thành một "linh mục triều", với sự cho phép của giáo hoàng. Trong năm tiếp theo, ông nổi lên như là tác giả của cuốn sách đó làm dấy lên sự phản đối lớn giữa các giáo sĩ của tổng giáo tạiCologne, nơi trường đại học ở Bonn thuộc về. Sau khi chủ nhân của Schneider, Archduke Maximilian Franz của Áo đầu tiên đã cố gắng để tránh một cuộc xung đột và từ chối một đơn yêu cầu phát hành của sứ thần tại Cologne, Bartolomeo Pacca, cuối cùng ông đã phản ứng với một lệnh cấm bán hàng. Phản đối công khai của Schneider dẫn đến việc sa thải ông vào 7/6/1791.
Schneider là người ủng hộ nhiệt tình của Cách mạng Pháp. Tác phẩm của ông bao gồm một ca khúc Cách mạng, trong đó kết luận với những câu sau đây: (tiếng Đức)
Gefallen ist des Despotismus Kette,
Beglücktes Volk! von deiner Hand:
Des Fürsten Thron ward dir zur Freiheitsstätte
Das Königreich zum Vaterland.
Kein Federzug, kein: „Dies ist unser Wille",
entscheidet mehr des Bürgers Los.
Dort lieget sie im Schutte, die Bastille,
Ein freier Mann ist der Franzos!
Một bản dịch rất "thô" (bản gốc: A very rough translation) sang tiếng Anh
The chain of despotism has fallen,
Happy people! By your hand:
The princely throne has become a place of freedom for you
The kingdom has become a fatherland.
No stroke of the pen, no: "This is our will",
decides the citizen's lot anymore.
There it lies in rubble, the Bastille,
A free man is the Frenchman!
Bản dịch tiếng Việt:
Chế độ chuyên quyền đã giảm,
Những người hạnh phúc! Bởi bàn tay của bạn:
Ngôi vương đã trở thành một nơi tự do cho bạn
Các vương quốc đã trở thành một Tổ quốc.
Không có đột quỵ của cây bút, không có: "Đây là ý chí của chúng tôi",
quyết định đời của công dân nữa.
Ở đó, nó nằm trong đống đổ nát, nhà ngục Bastille,
Một người đàn ông tự do là người Pháp!

## Trên giàn giáo
Năm 1791, Schneider đã đến Strasbourg, được đánh dấu bởi các cuộc cách mạng, và đã qua nhiều cơ quan và chức năng trong những năm tiếp theo. Ông là đại diện giám mục và giáo sư tại chủng viện cho các linh mục và thuyết giảng trong nhà thờ Strasbourg. Cuối cùng ông ta tách mình nhiều hơn và nhiều hơn nữa khỏi văn phòng thư ký của mình và cống hiến cho phong trào cách mạng. Ông trở thành một ủy viên hội đồng, các nhà xuất bản và giám đốc bộ biên tập của tạp chí, "Argos", được xuất bản tháng 6/1792, và vào những thời điểm chủ tịch của câu lạc bộ Strasbourg Dominican. Trong quá trình cực đoan càng tăng của ông, ông là nhà lãnh đạo của ủy ban giám sát, an ninh và các ủy viên dân sự và công tố viên tại Tòa án Cách mạng. Ở vị trí này, ông ủng hộ khủng bố và áp đặt khoảng ba mươi án tử hình. Trong thời gian này, ông cũng đã viết những gì có lẽ là bản dịch tiếng Đức đầu tiên của Marseillaise.
Năm 1793, Eulogius Schneider kết hôn với Sara Stamm, con gái của một đại lý rượu vang ở Strasbourg.
Một vài giờ sau khi đám cưới của mình, Schneider đã bị bắt vào ngày 15 bởi lệnh của Saint-Just và Lebas, các ủy viên của Hội nghị Quốc gia và "Đại diện nhiệm vụ bất thường" cho Alsace, và ông đã buộc phải chém trên Strasbourg " Parade Ground ". Lý do: Schneider, "cựu linh mục và chủ đề sinh của (Đức) Kaiser đã hướng vào Strasbourg với sự lộng lẫy quá mức, được vẽ bởi sáu con ngựa, bao quanh bởi các vệ binh với lưỡi kiếm trọc". Như vậy, "Schneider này" cần được "diễn" (bản gốc: displayed for show) cho người dân trên đoạn đầu đài của máy chém ngày hôm nay (15 tháng 12 năm 1793) từ 10 giờ sáng đến 2 giờ chiều, để chuộc lỗi cho sự ô nhục với đạo đức của nước cộng hòa đang phát triển". Sau đó, các bị cáo nên "được điều khiển từ lữ đoàn bộ binh lữ đoàn tới Paris để các Ủy ban của phúc lợi công cộng của Công ước Quốc!"
Eulogius Schneider bị giam tại Tu viện Saint-Germain-des-Prés ở Paris. Ở đó, ông đã bị giam cùng với Count Merville, một đối thủ quý tộc của Cách mạng.
Ngày 1 tháng tư 1794, Eulogius Schneider đã bị xử tử bằng máy chém ở Paris.
Sự chấp hành (bản gốc: execution) của Schneider phải được nhìn trong bối cảnh, mà Ủy ban An toàn Công cộng Maximilien Robespierre bị buộc phải nhượng bộ trong giai cấp tư sản, <sau khi nó đã thanh lý girondists và "quyền" vòng tròn của đảng Mountain của họ xung quanh Georges Danton, và bây giờ cũng có hành động chống lại các sans-culottes xã hội cách mạng, trong đó Schneider đã được coi là một người ủng hộ. Ngoài ra, Schneider đã được coi là đáng ngờ trong quan điểm của chủ nghĩa thế giới của mình, tương ứng với các vị trí chính trị của Gironde ở khía cạnh này> (chưa dịch thoả đáng: after it had liquidated the girondists and the "right" circles of their Mountain party around Georges Danton, and now also had to take action against the social-revolutionary sans-culottes, of whom Schneider was considered to be an advocate. In addition, Schneider was deemed suspicious in view of his cosmopolitanism, which corresponded to the political positions of the gironde in this respect.)

## Ý kiến về Eulogius Schneider
Saint-Just và Lebas để Robespierre, 14/12/1793:
Chúng tôi đang cung cấp các công tố viên của Tòa Strasbourg cách mạng của Ủy ban Công an. Ông là một cựu linh mục, sinh ra một môn học của Kaiser. Trước khi ông ta đã bị lấy đi từ Strasbourg, ông ta bị gông đầu trên đoạn đầu đài của máy chém. Hình phạt này, mà ông ta phải gánh chịu do hành vi trắng trợn của mình, cũng là khẩn trương cần thiết để gây áp lực lên nước ngoài. Chúng tôi không tin vào những lang băm có tính quốc tế và chúng tôi chỉ tin tưởng vào bản thân mình.
Chúng tôi ôm hôn bạn với tất cả trái tim của chúng tôi.
Marianne Schneider, chị Eulogius Schneider, Saint-Just:
Strasburg, 28 Frimaire II (ngày 18 tháng 12 năm 1793)
Công dân! Tiêu biểu! Các chị em sâu sắc bị thiệt hại của Schneider không may đứng trước bạn. Bạn là đại diện của một người chỉ, cao quý. Nếu anh em tôi là vô tội, bảo vệ ông ta ấy, đó là trách nhiệm của bạn. Nếu anh đã rơi vào những sai lầm, ủng hộ anh ấy; không để cho anh ta chìm, vì bạn phải biết rằng ý định của ông ta là luôn luôn tốt và trung thực. Nếu anh là một tên tội phạm, oh, cho phép tôi khóc. Tôi đã thực hiện nhiệm vụ của tôi như một người em gái, làm bạn như là một người cộng hòa. Tôi có thể làm gì, nhưng tiếng kêu, bạn có thể hành động. Cộng hòa vạn tuế! Hội nghị vạn tuế!
Paul Scheffer, dược sĩ ở Strasbourg:
Kể từ khi vị linh mục này Đức đã chạy, vị tu sĩ không có mũ trùm đầu và giáo sư cũ ở Bonn đến Strasbourg vào tháng 6 năm 1792, ông ta đã chỉ gieo bất hòa và làm thiệt hại trong những tốt, người dân cần cù, biết sợ trời của khu vực này. Tạ ơn các ủy viên của Công ước, rằng bạn đã cuối cùng giải thoát chúng ta khỏi con quái vật này và trả tiền tác nhân từ nước ngoài!
Moshua Salomon, thợ Do Thái:
Công dân Schneider là một người yêu nước thật sự và có tính quốc tế, một người đàn ông ta của nguyên tắc. Nếu ông ta đã không nắm chặt tay anh che chở ở trên chúng ta và bảo vệ quyền dân sự mới được mua lại của chúng tôi một lần nữa và một lần nữa, tôi và người Do Thái đồng công dân của tôi sẽ ở tình trạng khá nặng nề trong thời điểm khủng bố. Không phải là một vài trong số những kẻ thù tuyên thệ nhậm chức của xứ Giu-đê, trong đó có tất cả các quá nhiều ở Alsace, muốn khen chúng tôi đến "đi dạo à la chém"; Ít nhất sẽ có trục xuất và bị trục xuất của chúng tôi, dựa vào đó các công dân Schneider cao giọng một lần nữa và một lần nữa.

## Tác phẩm được lựa chọn
Tất cả các tác phẩm tiếng Đức, trừ khi có ghi chú.
De philosophiae in sacro tribunali usu commentatio, 1786 (in Latin);
Rede über die christliche Toleranz auf Katharinentag, 1785, held in Augsburg, 1786;
Des heiligen Chrysostomus Kirchenvaters und Erzbischoffs zu Konstantinopel Reden über das
Evangelium des heiligen Matthei. From the Greek (according to the newest Paris
edition) translated and with notes by Johann Michael Feder and E. Sch., 2 vols., 4 dept., 1786–88;
Freymüthige Gedanken über den Werth und die Brauchbarkeit der Chrysostomischen Erklärungsreden über das Neue Testament und deren Uebersetzung, 1787;
Oden eines Franziscaner Mönchs auf den Rettertod Leopolds von Braunschweig, 1787;
Ode an die verehrungswürdigen Glieder der Lesegesellschaft zu Bonn, als das Bildniß unsers erhabenen Kurfürsten im Versammlungssaale feyerlich aufgestellt wurde, 1789;
Rede über den gegenwärtigen Zustand, und die Hindernisse der schönen Litteratur im katholischen Deutschlande, 1789;
Elegie an den sterbenden Kaiser Joseph II., 1790;
Die ersten Grundsätze der schönen Künste überhaupt, und der schönen Schreibart insbesondere, 1790;
Gedichte. With a portrait of the author, 1790 (51812) [Reprint 1985];
Katechetischer Unterricht in den allgemeinsten Grundsätzen des praktischen Christenthums, 1790;
Patriotische Rede über Joseph II. in höchster Gegenwart Sr. kurfürstl. Durchl. von Cöln, held before the literary society of Bonn on ngày 19 tháng 3 năm 1790, 1790;
Predigt über den Zweck Jesu bey der Stiftung seiner Religion, held in the court chapel of Bonn on ngày 20 tháng 12 năm 1789, 1790;
Trauerrede auf Joseph II. held before the high Imperial Supreme Court of Wetzlar, 1790;
Das Bild des guten Volkslehrers, entworfen in einer Predigt über Matth. VII, 15, am 17ten Sonntage nach Pfingsten, 1791;
De novo rerum theologicarum in Francorum imperio ordine commentatio, 1791 (in Latin);
Die Quellen des Undankes gegen Gott, den Stifter und Gründer unserer weisen Staatsverfassung, dargestellt in einer Predigt über Luk. XVII, 17, am 13ten Sonntage nach
Pfingsten, 1791;
Die Übereinstimmung des Evangeliums mit der neuen Staats-Verfassung der Franken. A speech when swearing the solemn civic oath, 1791;
Rede über die Priesterehe, of the Society of Friends of the Constitution on ngày 11 tháng 10 năm 1791, read in the session of Strasbourg. Translated from French and with notes, 1791;
Argos, oder der Mann mit hundert Augen, 4 Vols. [4th Vol. publ. by Friedrich Butenschön and Johann Jakob Kämmerer] 1792-1794 [Reprint 1976];
Auf die Erklärung der National-Versammlung Frankreichs an die Völker Europa's und die ganze Menschheit, in Rücksicht des bevorstehenden Krieges vom 29. December 1791, 1792;
Auf Kaiser Leopolds II. Tod, 1792;
Discours sur l'éducation des femmes, held before the Society of Friends of the Constitution meeting in Strasbourg, 1792 (bằng tiếng Pháp);
Gedächtnisrede auf Mirabeau vor der Gesellschaft der Constitutionsfreunde, 1792;
Jesus der Volksfreund, 1792;
Politisches Glaubensbekenntnis, presented to the Society of Friends of the Constitution, 1792;
Von einem deutschen Bauern am Rhein, 1792;
Ernste Betrachtungen über sein trauriges Schicksal, nebst flüchtigem Rückblick auf seinen geführten Lebenswandel kurz vor seiner Hinrichtung von ihm selbst geschrieben, 1794;
Der Guckkasten, a funny poem in three songs. From his posthumous papers, 1795